# Podhůří (mikroregion)
Podhůří je dobrovolný svazek obcí v okresu Semily, jeho sídlem je Rovensko pod Troskami a jeho cílem je vzájemná spolupráce a koordinace činností v oblasti rozvoje regionu. Sdružuje celkem 11 obcí a byl založen v roce 1999.

## Obce sdružené v mikroregionu
- Holenice
- Rovensko pod Troskami
- Tatobity
- Veselá
- Žernov
- Libuň
- Holín
- Zámostí-Blata
- Jinolice
- Kněžnice
- Podůlší